# Nalanda University
Die Nalanda University (auch bekannt als Nalanda International University) ist eine Hochschule in Rajgir, in der Nähe von Nalanda, Bihar (Indien). Die Universität begann ihre erste akademische Periode am 1. September 2014 mit 15 Studenten. Seit der Gründung nutzt die Universität temporäre Einrichtungen in Rajgir, bis 2020 soll jedoch ein moderner Campus fertiggestellt werden. Nalanda widmet sich ausschließlich dem postgradualem Studium.

## Geschichte

### Vorgeschichte

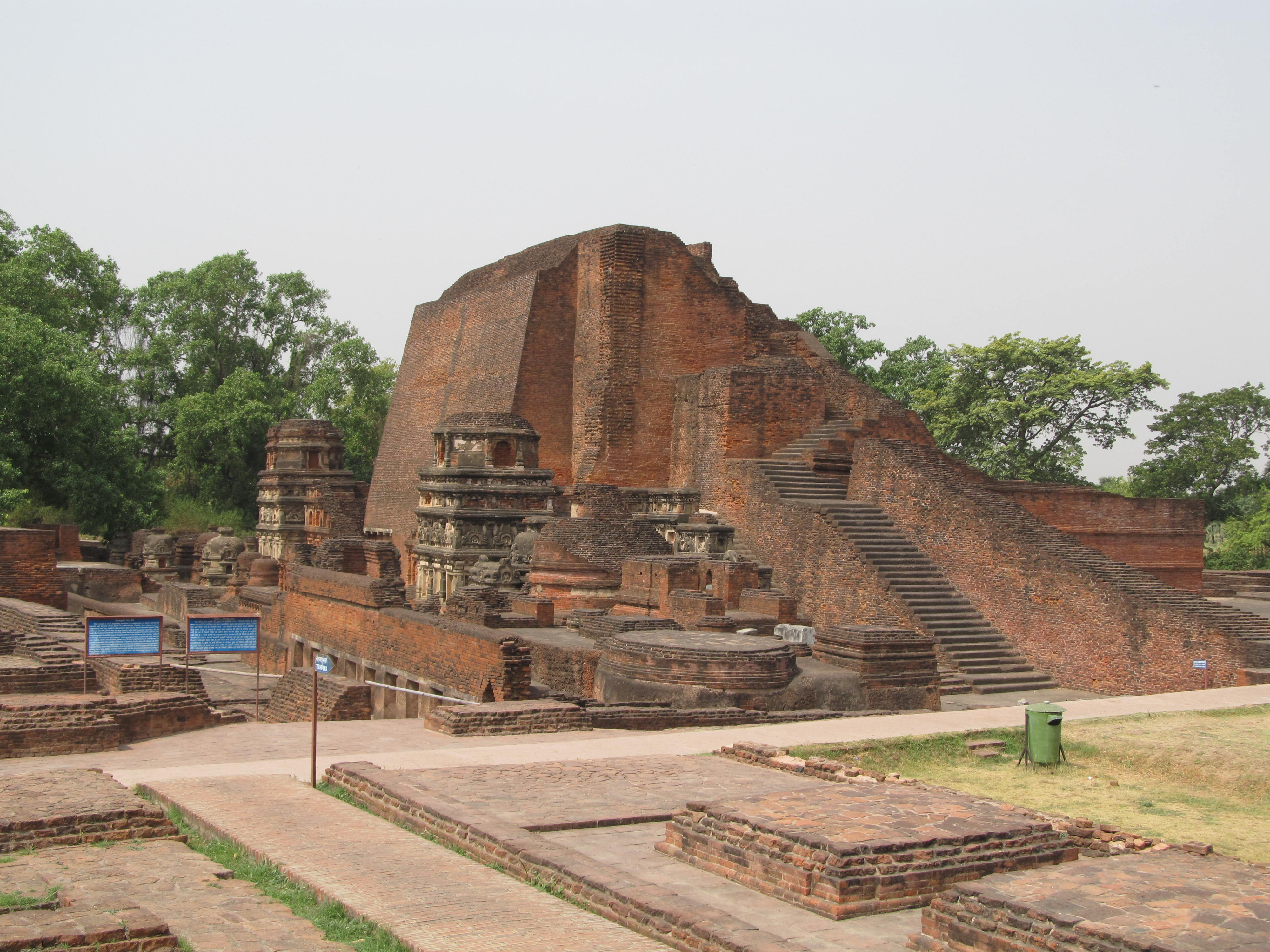
Ruinen der antiken Universität von Nalanda

In dem nordostindischen antiken Königreich Magadha befanden sich in den Städten Bodhgaya und Nalanda buddhistische Zentren, die von Menschen aus dem gesamten ostasiatischen Raum aufgesucht wurden. Im 5. Jahrhundert n. Chr. wurde dann in Nalanda eine buddhistische Universität gegründet, die jedoch im Rahmen der islamischen Eroberung Nordindiens im 12. Jahrhundert zerstört wurde.

### Nalanda University Bill
Am 28. März 2006 schlug der 11. Staatspräsident Indiens A. P. J. Abdul Kalam in einer Rede im Regionalparlament des Bundesstaates Bihar die Idee zur Wiederentstehung einer Universität in Nalanda vor. Der Gesetzesentwurf zur Wiederentstehung der Nalanda University wurde am 21. August 2010 im Oberhaus und am 26. August 2010 im Unterhaus des indischen Parlaments verabschiedet. Der Entwurf erhielt am 21. September 2010 die präsidentielle Genehmigung und wurde dadurch zum Gesetz. Die Universität wurde am 25. November 2010 gegründet. 

### Internationale Finanzierung
Auf Grund der internationalen Bedeutung des ursprünglichen Hochschulstandorts erklärten die 16 Mitgliedsstaaten der East Asia Summit im Januar 2007 ihre Unterstützung. Von den Mitgliedsstaaten, darunter Australien, China, Thailand, Laos und Indonesien erhielt die Universität bisher finanzielle Unterstützung in Höhe von 1,8 Millionen US-Dollar.
Schätzungen zufolge belaufen sich die Kosten für den Bau des neuen Campus auf rund 500 Millionen US-Dollar, wobei für Infrastrukturmaßnahmen in der Umgebung noch einmal weitere 500 Millionen US-Dollar veranschlagt werden. Daher bemüht sich die Universität um weitere Spenden von Regierungen, Privatleuten und religiösen Vereinigungen.
Die Regierung des Bundesstaats Bihar übergab der Universität über 179 Hektar Land zum Bau des neuen Campus. Die Universität gilt auch als Traum des Ministerpräsidenten von Bihar, Nitish Kumar.

### Infrastruktur and Architektur
Für die Planung des neuen Campus wurde ein internationaler Architekturwettbewerb durchgeführt. Aus diesem Wettbewerb ging das indische Büro Vastu Shilpa Consultants als Sieger hervor, mit einem Entwurf der einen Nullverbrauch von Energie, Wasser und Müll vorsieht.

### Lehrveranstaltungen
Die erste akademische Periode der neu gegründeten Universität begann am 1. September 2014 mit 15 Studenten in den Fachbereichen Geschichte und Umweltwissenschaften. Ein von der lokalen Tourismusbehörde betriebenes Hotel bot den ersten Studenten Unterkunft.

## Organisation und Verwaltung

### Vorstand
2007 richtete die indische Regierung die Nalanda Mentor Group (NMG) unter dem Vorsitz des Ökonomen Amartya Sen ein um einen Plan für die internationale Entwicklung der Universität auszuarbeiten. Dieses Gremium war auch für die Gründung der Universität zuständig. Da die Universität von Nalanda als regionale Initiative der East Asia Summit (EAS) gegründet wurde, enthält der NMG auch Repräsentanten aus Singapur, China, Japan und Thailand.
Später wurde die 'NMG' in den Verwaltungsrat der Nalanda University umbenannt.

### Fachbereiche
Bisher wurden drei Fachbereiche eröffnet:
- School of Historical Studies
- School of Environment and Ecological Studies
- School of Buddhist Studies, Philosophy and Comparative Religion

Die Einrichtung der folgenden Fachbereiche ist geplant:
- School of Languages and Literature
- School of International Relations and Peace Studies
- School of Information Sciences and Technology
- School of Business Management[11]